# Parxís

Tauler de parxís

El parxís és un joc de taula molt similar al Ludo. Es juga amb 1 dau i 4 fitxes per a cada un dels jugadors (de 2 a 4, tot i que també hi ha taulers per a 6 o 8). L'objectiu del joc és que els jugadors portin totes les peces des de la sortida fins a casa. El primer que ho aconsegueixi serà guanyador.

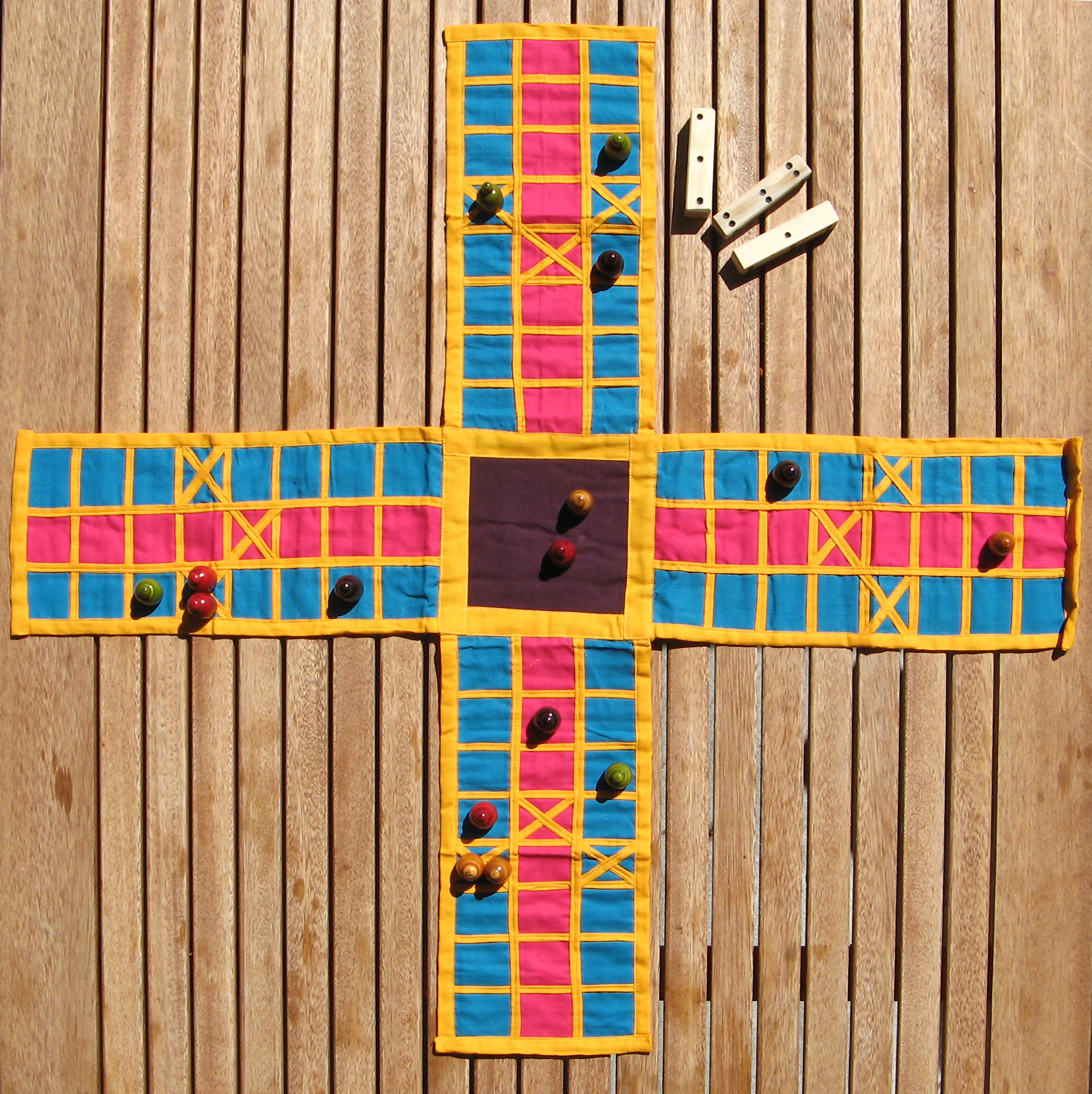
El joc indi Pachisi.

## Origen i història

Variants del joc chaupar.

El Parxís és molt semblant al Ludo, introduït a Anglaterra el 1896. Al mateix temps el ludo es basa en el pachisi, d'origen indi. El seu nom prové de la paraula en hindi pacis, que significa 25, ja que era la màxima puntuació que es podia aconseguir en el joc predecessor del pachisi: el Chaupar.
El parxís modern és una variant del ludo, introduït a Anglaterra el 1896. El ludo es va començar a comercialitzar a finals de l'època victoriana, gràcies a les colònies que Anglaterra tenia a l'Índia.

## Terminologia del parxís
- Les quatre caselles de color groc, verd, blau i vermell s'anomenen cases.
- Les caselles rectangulars, de color groc, verd, blau i vermell i enumerades que hi ha al costat de cada casa s'anomenen sortides.
- Les caselles rectangulars grises o marcades amb un altre color s'anomenen caselles segures, i les fitxes que hi hagi a dins no poden ser capturades.
- Les caselles triangulars de color del centre del tauler s'anomenen metes.
- Les caselles de color anteriors a les metes se les anomena camí.
- Dues fitxes del mateix color a la mateixa casella formen una barrera o pont.
- Es captura o mata una fitxa quan una fitxa d'un altre color va a la mateixa casella que una altra. La fitxa que captura ha d'avançar 20 caselles. La fitxa capturada va a casa.

## Algunes regles
- Per començar a jugar cal treure un cinc al dau. Després caldrà un altre cinc per treure les fitxes de casa. És obligatori fer-ho, no es pot moure tenint fitxes a casa quan es treu un cinc ni moure les fitxes de casa sense treure un cinc.
- Existeix una variant on tots els jugador comencen amb una fitxa a la sortida per accelerar l'inici.
- Els jugadors, per torns, van tirant el dau i mouen la fitxa que prefereixin en funció del número tret.
- Amb un sis es torna a tirar però als 3 sisos l'última fitxa moguda està morta, excepte si aquesta es troba en una casella del camí.
- Quan no es tenen fitxes a casa, es mouen 7 caselles quan el dau marca un sis; una altra regla estableix que es poden moure 12 caselles en cas que el dau marqui un sis.
- No hi pot haver més de dues fitxes en una casella, excepte la d'arribada.
- Quan una fitxa es col·loca en una casella on ja hi ha una altra fitxa enemiga la mata i aquesta retorna a casa.
- Hi ha caselles segures on no es poden matar les fitxes.
- Hi ha una excepció a les caselles segures: en la casella de sortida d'un jugador, si hi ha dues fitxes i el jugador en qüestió treu una fitxa de casa amb un 5, mata l'última fitxa enemiga en arribar.
- Quan es mata una fitxa enemiga s'avancen 20 caselles i quan una de les pròpies completa el recorregut i entra a casa, se'n mouen 10.
- Si dues fitxes del mateix color estan a la mateixa casella, excepte al camí, formen una barrera i no se les pot matar. Una barrera no es pot travessar.
- Les barreres s'han de trencar obligatòriament si es treu un 6 excepte si no es poden moure les fitxes per haver-hi una altra barrera o dues fitxes a la casella destí.